# 女性ジャーナリストレイプ事件
女性ジャーナリストレイプ事件（じょせいジャーナリストレイプじけん）は、2015年にフリージャーナリストの伊藤詩織（当時26歳）が当時TBSテレビ報道局記者の山口敬之（当時48歳）から準強姦の被害を受けた事件である。

## 司法判断の概要

### 刑事
伊藤が警視庁高輪警察署に提出した被害届は2015年4月30日に受理された。当該事件についての刑事手続が始まり、2015年8月に高輪署は東京地方検察庁（東京地検）に山口を書類送検した。2016年7月22日に東京地検は「嫌疑不十分」を理由として山口を不起訴処分とし、当該事件についての通常の刑事手続を終結した。伊藤は東京地検の処分を不服として検察審査会に審査請求したが、2017年9月に検察審査会が「不起訴相当」を議決したことで当該事件についての山口の不起訴処分が確定とされ、刑事手続は終結となった。

### 民事
2017年9月28日、伊藤は山口に1100万円の損害賠償金の支払いを求める民事訴訟を東京地方裁判所（東京地裁）に提起した。2019年12月18日、東京地裁は「同意のない性行為」を認めて330万円の損害賠償金の支払いを山口に命じた。2022年12月18日、東京高等裁判所（東京高裁）も地裁判決を追認し、332万円の損害賠償金の支払いを山口に命じた。2022年7月8日、最高裁判所が山口の上告を退けたことで東京高裁の二審判決が確定し、民事訴訟が終結した。

## 経過

### 背景
ジャーナリズムを学ぶためにニューヨークに留学していた24歳の伊藤は2013年秋頃に（地裁資料によれば12月）、TBSワシントン支局長の山口と出会った。
伊藤はメールで山口のアドバイスを受け、大学卒業後の2014年9月に日本テレビニューヨーク支部とインターン契約するが、勉学と仕事の両立が困難となり、いったんニューヨーク滞在を断念。2015年2月、ロイター社の東京支部のインターンとなる。初めの2か月は無給で3か月目から給料が支払われるとのことであった。しかし、ロイターでの仕事は3分枠に限られており、長編映像を製作したいと考えていた伊藤は、見切りをつけてフリージャーナリストに転身を考えた。その後は実際にフリージャーナリストになって2016年製作した作品が受賞した。しかし、もうひとつの選択肢として、ニューヨークでの再就職もありうると考え、3月にその旨を山口に打診した。
山口は伊藤のメール直後に文春記事の件で日本の本社に呼び出され、一時帰国することになった。事件当日の2015年4月3日、2人は恵比寿で飲食を共にした。行きつけの串カツ屋で待ち合わせ、その後は近くの寿司屋に移動して事件に至った。

### 刑事
伊藤は、4月9日に警察に行き被害を訴え、4月30日に準強姦罪で高輪署が被害届を受理した。
山口の家宅捜索が執行され、パソコンやタブレット類が押収されたこと、山口への聴取が行われたこと、ポリグラフにかけられたが反応がなかったことなどの捜査情報が、伊藤の著書に記載されている。デートレイプドラッグについては、告訴後に警察から成分検査を受けなかったと伊藤はしているが、民事高裁の判決では明らかに事実とは思えないとして名誉毀損が認定された。
2015年8月に山口は書類送検されたが、2016年7月22日に嫌疑不十分で不起訴処分となった。伊藤はそれを不服とし、検察審査会に審査を申し立てたものの、2017年9月に東京第6検察審査会は不起訴を覆すだけの理由がないとしてやはり不起訴相当とした。

### 民事
検察審査会による不起訴確定を受けた2017年5月、伊藤は司法記者クラブの会見で本事件を公表した。この会見時は「伊藤」の姓を伏せていたが、「詩織」という名と素顔を公開していた。2017年9月28日、伊藤は山口に対して「望まない性行為で精神的苦痛を受けた」として1100万円の損害賠償を求める民事訴訟を提起した。2017年10月に告発本『Blackbox』を出版し、日本外国特派員協会で会見を行った。
告発された山口は10月26日発売の月刊誌『Hanada』誌上にて、手記「私を訴えた伊藤詩織さんへ」を発表し、伊藤の主張を全面的に否定し、「伊藤さんの記者会見での発言などで社会的信用を奪われた」と主張し、慰謝料1億3000万円と謝罪広告の掲載を求めて反訴した。
2019年12月18日、東京地裁は伊藤の請求を認めて330万円の支払いを山口に命じた。一方で、山口の反訴は「名誉毀損には当たらない」として請求を棄却した。判決後、山口は「なぜ伊藤さんがこれだけの嘘を言っているか分かりません」とコメントし、2020年1月6日に地裁判決を不服として東京高等裁判所へ控訴した。また、山口は控訴直前の2019年12月20日に虚偽告訴等罪と名誉毀損罪で伊藤を告訴し受理されたと発表した。2020年9月28日に伊藤は同容疑で書類送検されたが、同12月25日、東京地検は山口の訴えを退け伊藤を不起訴処分とした。
2022年1月25日、東京高裁は「山口が同意なく性行為に及んだ」と述べ、一審・東京地裁判決を追認した。賠償として、治療関係費としての約2万円を加えた約332万円の支払いを山口に命じた。一方で伊藤の著書や会見などで名誉を傷つけられたとする山口の主張の一部も認め、伊藤に55万円の賠償支払いを命じた。山口、伊藤の双方がこの判決を不服として最高裁に上告した。
2022年7月8日、最高裁で「山口が同意なく性行為に及んだ」と認定され、山口から伊藤への約332万円の賠償が確定した。また、デートレイプドラッグを使用したという伊藤の主張に関しても、「明確な証拠がなく、真実とはいえない」という二審の判決が確定した。

## 伊藤が本事件に関連して起こした訴訟
伊藤は、Twitter上で誹謗中傷されたとして複数の投稿者を名誉棄損などで提訴している。

### はすみとしこおよび2人の男性を相手に起こした訴訟
2020年6月8日、2017年5月から2019年12月にかけて漫画家はすみとしこが発信したツイートで名誉を傷つけられたとして、はすみとリツイートした2人の男性に770万円の損害賠償と当該ツイートの削除などを請求する訴状を東京地方裁判所へ提出した。2021年11月30日、はすみに88万円、リツイートした2名にそれぞれ11万円の賠償を命じる地裁判決が下された。2022年11月10日、はすみに110万円、リツイートした1名（もう一方の男性は控訴せず）に22万円の賠償を命じる高裁判決が下された。

### 杉田水脈を相手に起こした訴訟
2020年8月20日、2018年6月から7月にかけて伊藤を中傷する多数のツイートに対し賛同を意味する「いいね!ボタン」を自由民主党衆議院議員の杉田水脈が押したことにより名誉感情を傷つけられたとして220万円の損害賠償を請求する訴状を東京地方裁判所へ提出した。2022年3月25日、東京地方裁判所は「いいねボタン」が必ずしも肯定的な感情を表すものではないとし伊藤の訴えを退けた。伊藤は控訴し、2022年10月20日、東京高等裁判所は逆に伊藤の主張を認め、杉田に55万円の支払いを命じた。

### 大澤昇平を相手に起こした訴訟
2020年8月20日、当時東京大学大学院特任准教授だった大澤昇平に対して、名誉毀損にあたるツイートをしたとして110万円の損害賠償を求める訴状を東京地方裁判所に提出した。2021年7月6日、東京地方裁判所は「違法な名誉毀損行為に当たる」と指摘し、33万円の支払いを命じるとともに、「原告の名誉権を侵害し続けている」として、ツイートの削除を命じた。

### 望月衣塑子を相手に起こした訴訟
2025年2月1日、東京新聞記者の望月衣塑子を相手に、執筆記事において名誉棄損を受けたとして330万円を東京地裁に提訴した。本件は東京新聞ではなく執筆記者当人に対する訴訟である。

## 山口が本事件に関連して起こした訴訟
山口は、複数の著名人の本事件に関連する発言などについて、名誉毀損にあたるとして提訴している。

### 小林よしのりを相手に起こした訴訟
2019年1月24日、漫画家の小林よしのりらを相手に民事訴訟を提起した。山口は、小林が雑誌『SAPIO』2017年8月号に描いた漫画「ゴーマニズム宣言」で「事実と全く異なる虚偽情報を流布」し、山口を「根拠も示さず犯罪者と決めつけ」「繰り返し誹謗中傷した」ことが「名誉毀損であり、人権侵害である」と述べた。一方、小林は山口の提訴をうけ、自身のブログで「裁判は小学館の弁護士に任せる。わしは表現者なので、言論・表現の自由を行使して、権力と戦いつつ、「公」のために描く！それだけである」とコメントした。2023年10月19日、東京地裁（島崎邦彦裁判長）は、一部表現に「違法な名誉感情侵害と肖像権侵害が認められる」と判断し、小林よしのりと小学館に計132万円の支払いを命じた。

### 有田芳生を相手に起こした訴訟
前参院議員でジャーナリストの有田芳生が2017年3月から19年12月、性的暴行を受けたと山口が伊藤から訴えられたことについて、「人間としてもっとも卑しく恥ずかしい唾棄すべき鬼畜の所業です」などと非難するツイッターへの投稿を行った。さらに伊藤の著書を読んだ感想として、山口が伊藤に対し、薬物を使ったかのようにツイートするなどした。これに対し山口は、「国会議員が民間人の名誉を堂々と毀損することが許されない」と反発し、2021年5月、有田を東京地裁に提訴。2023年1月24日、東京地裁は判決で山口の訴えを一部認め、有田に対し35万円を支払うよう命じた。

### 大石あきこを相手に起こした訴訟
2019年、山口が伊藤の告発内容が名誉毀損だとして、1億3千万円の賠償を求めて反訴したことに対し、「クソ野郎」とツイートしたれいわ新選組の大石晃子議員に対し、山口は880万円の損害賠償を求める裁判を起こした。大石は1件目の投稿で「（山口が伊藤に）計画的な強姦を行った」とし、2件目で「1億円超のスラップ訴訟を伊藤さんに仕掛けた」「人を暴力で屈服させようという思い上がったクソ野郎」と書いていた。2023年7月18日、東京地裁は、ツイートはいずれも「重要な部分は真実と認められる」と判断し、大石の投稿には反訴を問題提起する公共性があったとする一方、「クソ野郎」という表現は「激しい侮辱」だとして、名誉毀損の成立を認めた。「計画的な強姦を行った」などの投稿については、「真実と信じる相当な理由がある」として違法性を否定した。判決は、大石に22万円の支払いと投稿の一部削除を命じた。
しかし2024年3月、東京高裁は大石の表現も「意見・論評としての域を逸脱したものとは言えない」として名誉毀損を認めず、大石側の賠償責任も否定した。翌2025年2月に最高裁第1小法廷は山口側の上告を棄却し、山口側の敗訴が確定した。

## TBSの対応
山口の勤務先であった、TBSテレビ社長の武田信二は2017年5月31日に行われた定例記者会見によると、同社に警察から連絡があり、山口に事実関係の確認を取ったところ、「自己都合」として、同社を退職した。同社の監督責任については「事実が明らかになってから（判断する）。ケースによる」とした。なお、TBSへの使用者責任等での訴訟は行わなかった。民事の東京地裁の判決後にTBSは報道各社に「元社員の在職中の事案であり、誠に遺憾です」とコメントした。荻上チキは番組内でTBS側による事件の再発防止措置と謝罪を指摘した。山口の元上司にあたる金平茂紀は当事件に関してのTBSの社内調査に疑問があると述べている。

## 関連する作品など
- 2018年、伊藤がこの事件で経験したことを綴った著書『Black Box ブラックボックス』が、本屋大賞 第1回ノンフィクション本大賞にノミネート[54][55]。第7回自由報道協会賞では大賞を受賞[56]。選考理由として、「世界的な流れとなった＃Me Too運動の日本での先駆けとなった。被害体験や犯罪告発ではなく、性犯罪を取り巻く司法の問題などをジャーナリズムの手法で掘り下げ、提言している点で社会的広がりと意味のある作品に仕上がっている」と評された[56]。
- 2024年1月20日、伊藤が監督として事件の顛末を記録した長編ドキュメンタリー映画『ブラック・ボックス・ダイアリーズ』（Black Box Diaries）が、第41回サンダンス映画祭（国際長編ドキュメンタリーコンペティション部門）に1万7435本中の12本に選ばれ[57][58]、ワールドプレミア上映された[59][60][61]。日本製作作品の出品は史上2本目[62][60][63]。また、同作は2025年の第97回アカデミー賞で長編ドキュメンタリー映画賞にノミネートされた[64]。